# Zběsilí
Zběsilí (francouzsky Les Enragés) bylo označení pro radikální politickou skupinu za Velké francouzské revoluce, jejímž hlavním mluvčím byl Jacques Roux. Žádali nejen občanskou a politickou, ale i sociální rovnost. Věřili, že osobní svoboda stojí vysoko nad právy zajišťovanými ústavou. Roux osobně prohlásil: „Svoboda je jen prázdnou skořápkou, když někomu dovolí odsoudit jiného k hladovění, aniž by tomu zabránila.“

## Charakteristika
Zběsilí byli považováni za největší radikály Francouzské revoluce, proti nim stáli i představitelé Hory, nejen Danton a Robespierre, ale dokonce Marat a hébertisté. Toto označení pro ně poprvé použil Brissot ve svých novinách Le Patriote Français. Zběsilí byli hojně podporováni sansculoty, k nimž většina i patřila, a také Společností republikánských žen. Vedle Rouxe patřili k jejich významnějším představitelům Théophile Leclerc a Jean Varlet. Zběsilí působili většinou nepříliš koordinovaně, v pařížských sekcích, kde žili jejich vůdci (Gravilliers, Batignoles). Neměli žádnou strukturovanou organizaci ani vlastní noviny, pouze se shodovali na většině požadavků.
Konkrétní požadavky zběsilých byly následující:
- kontrola cen obilí (částečně splněno Robespierrovým Výborem pro veřejné blaho)
- zdanění potravin a rekvizice obilí
- asignáty jako jediné legální platidlo
- potlačení kontrarevolučních aktivit
- progresivní daň z příjmu

Od většiny ostatních směrů se lišili zejména tím, že odmítali nedotknutelnost soukromého vlastnictví. Neměli důvěru v Konvent, směřovali spíše k přímé demokracii. 
Zběsilí se politicky angažovali v období od února do října 1793. Měli svůj podíl na povstání sansculotů koncem května, které vedlo k pádu girondinů, nadále pak vedli politickou válku s jakobíny, kterou prohráli. Vůdčí osobnosti byly uvězněny, ale jediný Roux zaplatil životem (ve vězení spáchal sebevraždu). Na zběsilé pak navázali hébertisté. Jejich ideály a nápady později převzal a rozvinul Gracchus Babeuf a jeho společníci. 